# Orunia-Św. Wojciech-Lipce
Orunia-Św. Wojciech-Lipce – dzielnica administracyjna Gdańska, zlokalizowana w południowej części miasta. Ma charakter mieszkaniowo-przemysłowo-rolniczy.

## Położenie
Dzielnica graniczy od północy z dzielnicą Śródmieście, od wschodu z dzielnicą Olszynka, od południa z gminą Pruszcz Gdański, a od zachodu z dzielnicami Chełm i Orunia Górna-Gdańsk Południe.

### Warunki geograficzne
Dzielnica jest położona na południowym krańcu miasta pomiędzy Opływem Motławy, Motławą, Czarną Łachą, Radunią i Kanałem Raduni. Część osiedla na wschód od Kanału Raduni położona jest na Żuławach Gdańskich, występuje tu depresja oraz poldery rolnicze. Część osiedla na zachód od Kanału Raduni położona jest na Pojezierzu Kaszubskim. Występują tu wzgórza morenowe. Płynie tam Potok Oruński.

### Granice
Według statutu dzielnicy granice stanowią: Motława na południe od Opływu Motławy do ujścia Raduni i Czarnej Łachy, a następnie granica administracyjna miasta z gminą i miastem Pruszcz Gdański, aż do zabudowanej części ulicy Borkowskiej (bez tej ulicy). Dalej granica biegnie na wschód w stronę Traktu Św. Wojciecha. Przed Traktem Św. Wojciecha skręca na północ i na tyłach budynków z tym adresem dochodzi do Parku Oruńskiego i między ulicami Diamentową i Platynową oraz Granitową i Działyńskiego dochodzi do ulicy Małomiejskiej (z tą ulicą). Od ulicy Małomiejskiej kieruje się na północ do ulicy Ptasiej, a następnie na wschód między Ptasią a Hebanowskiego do ulicy Zamiejskiej. Tam granica skręca na północ i zapleczem ogródków działkowych przecina ulicę Cienistą na wysokości Bitwy pod Lenino i za ulicą Cmentarną dochodzi do ulicy Stoczniowców, gdzie południowym skrajem Biskupiej Góry dochodzi do ulicy Zaroślak, a potem na wschód, przecinając Trakt Świętego Wojciecha, Opływem Motławy do Motławy.

## Podział historyczny

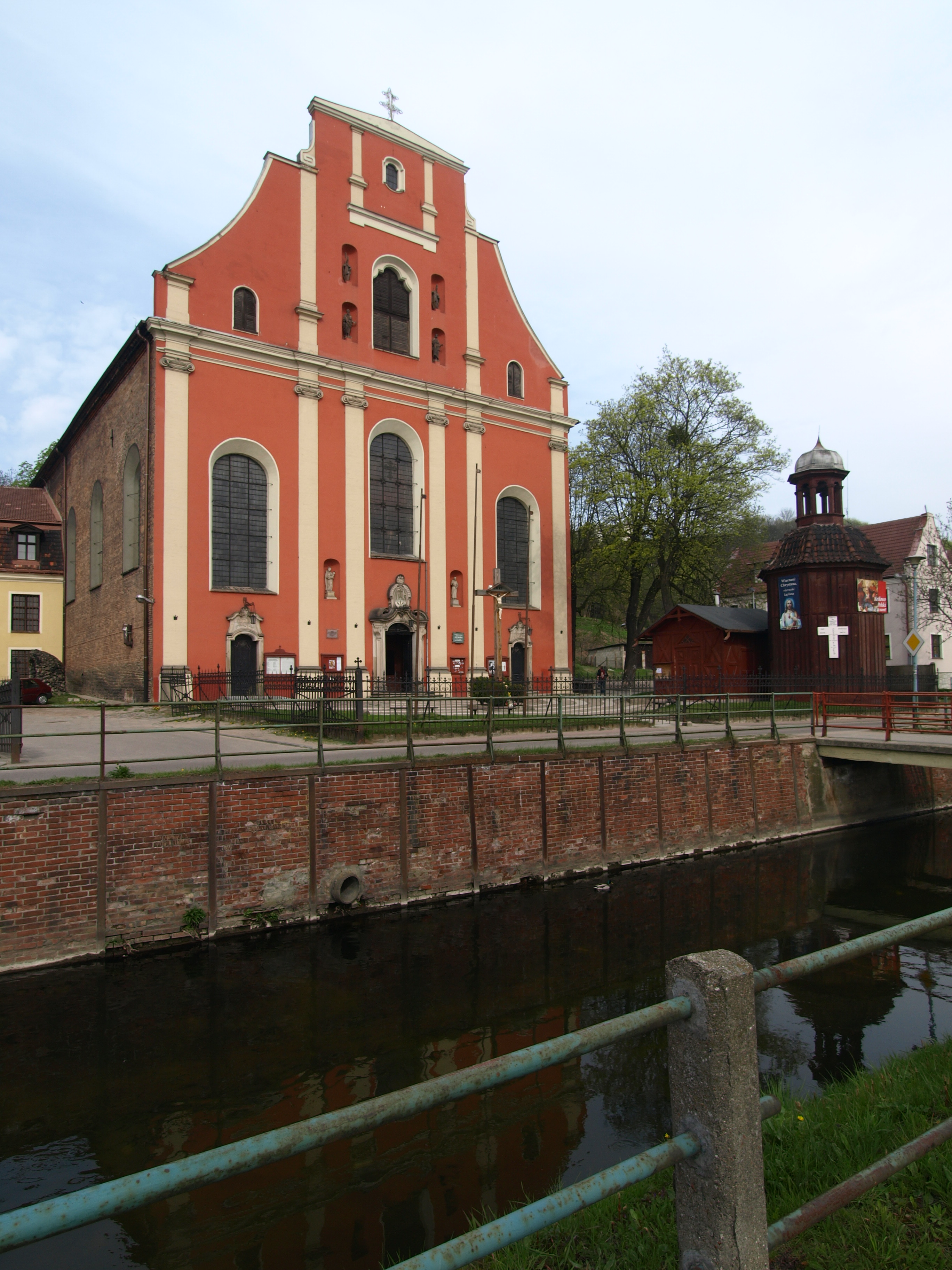
Stare Szkoty - kościół św. Ignacego Loyoli

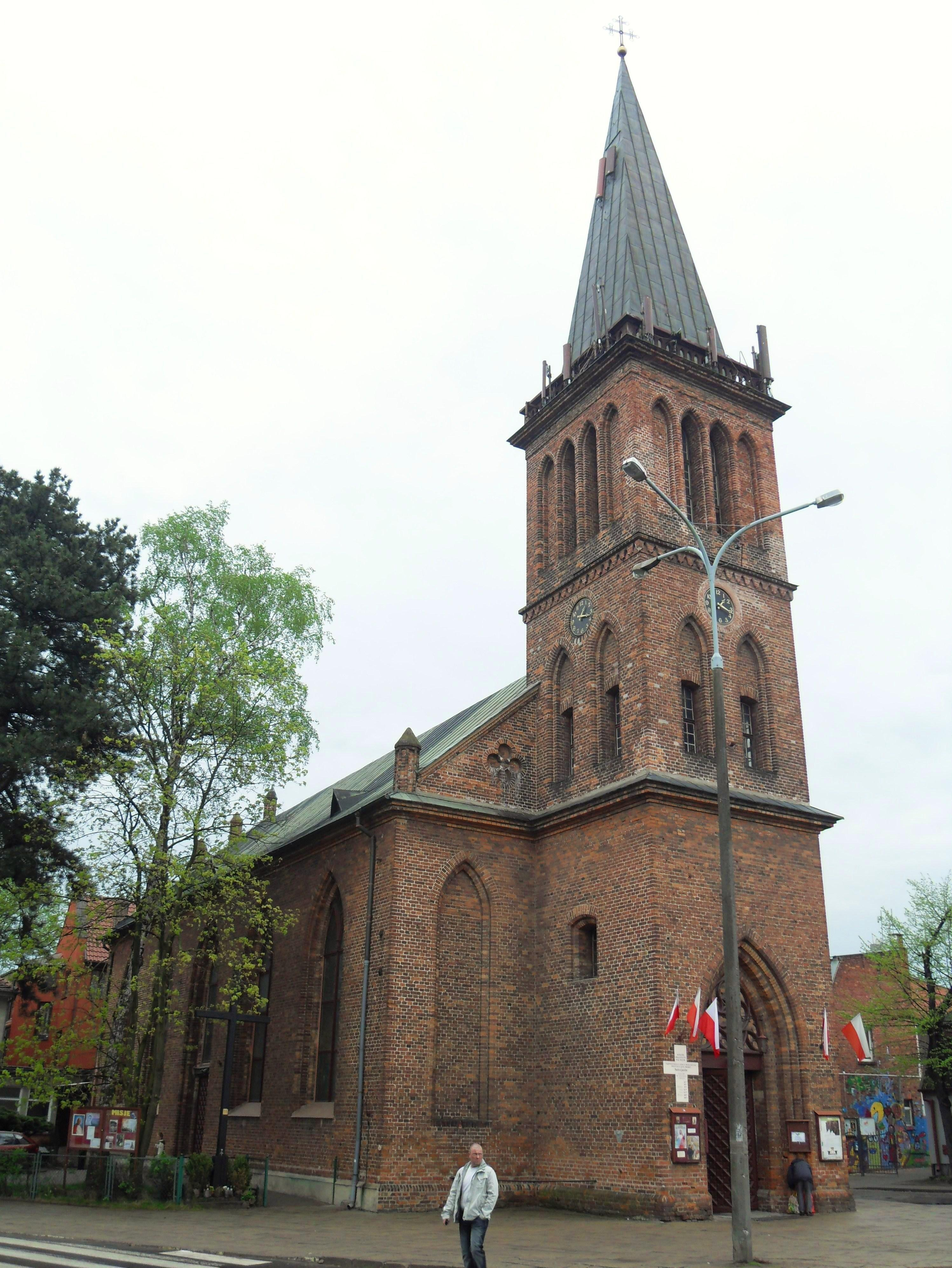
Orunia - kościół św. Jana Bosko

Na terenie dzielnicy wyróżnia się następujące jednostki morfogenetyczne:
- Orunia – obszar mieszkaniowo-przemysłowo-rolniczy w północnej części dzielnicy, jego największa i najgęściej zaludniona część. Wschodni obszar Oruni położony nad Motławą to rozległy polder rolniczy. Historycznie dzieli się na Dolnik, Mniszki, Oruńskie Przedmieście, Orunię nad Motławą, Orunię nad Radunią, Ptaszniki.
- Stare Szkoty – obszar na północnym zachodzie dzielnicy położony częściowo w dzielnicy Chełm.
- Święty Wojciech – osada typu wiejskiego pomiędzy rzeką Radunią i Kanałem Raduni, najdalej na południe wysunięty punkt Gdańska. Historycznie dzieli się na Ostróżek i Plebankę.
- Lipce – osada typu wiejskiego nad Kanałem Raduni w centrum dzielnicy, położona pomiędzy Orunią i Świętym Wojciechem
- Niegowo – polder rolniczy na południowo-wschodnim krańcu dzielnicy, pomiędzy rzeką Radunią i Czarną Łachą.

## Historia
Jako wieś, Orunia była wzmiankowana już ok. XII wieku. Za panowania krzyżackiego, przez terytorium osiedli Św. Wojciech, Lipce i Orunię został przekopany Kanał Raduni, który miał dostarczać wodę Gdańskowi. Wzdłuż kanału powstawały młyny i śluzy dzięki którym Orunia zaczęła się wzbogacać.
W XVII wieku na terenie dzisiejszego parku, miał swoją letnią rezydencje Jan III Sobieski. Przez dzielnicę przejeżdżał także Piotr I Wielki wracając z Gdańska do Moskwy.
XVIII wiek przyniósł dzielnicy zniszczenie podczas oblężenia Gdańska przez wojska rosyjskie. W dzielnicy tej również schronił się Stanisław Leszczyński.
Dzielnica została doszczętnie zniszczona podczas wojen napoleońskich, a potem ludność została zdziesiątkowana przez epidemię cholery. Osada jednak podniosła się ze zniszczeń i ponownie nabrała świetności: Park Oruński o powierzchni 25 ha. (aktualnie 11) był najpiękniejszym ogrodem w Gdańsku (razem z Oliwskim) i był wzmiankowany w Encyklopediach. W kolegium jezuitów w Starych Szkotach studiował Józef Wybicki.
Na Oruni, w nieistniejącym dziś dworku, mieszkali Schopenhauerowie do 1793 roku.
Tu także mieszkał w dzieciństwie Artur Schopenhauer
9 lipca 2001 po gwałtownych opadach deszczu (127,7 mm w ciągu 8 godzin; norma miesięczna dla lipca wynosiła 68 mm/m²) w obliczu przekroczenia przepustowości Kanału Raduni (wystąpił przepływ 125 m²/s przy przepustowości 25 m²/s), na wysokości ulic Serbskiej, Gościnnej, Niegowskiej oraz w rejonie posesji przy Trakcie Świętego Wojciecha nr 417 i 450 nastąpiło przelanie wałów, co spowodowało powódź w Oruni, Lipcach i Św. Wojciechu a w konsekwencji liczne zniszczenia tej części Gdańska.
5 lutego 2022 otwarto zrewitalizowany Ratusz Oruński.

## Zabytki
Na podstawie rejestru zabytków województwa pomorskiego:

### Stare Szkoty
- Kościół św. Ignacego Loyoli z 1776 r.
- drewniana dzwonnica z 1777 r.
- Szaniec Jezuicki
- Brama Kolejowa
- zespół szkolny z XIX w.

### Orunia
- Kościół Św. Jana Bosko z 1823 r.
- Kuźnia Oruńska z 1800 r.
- Park Oruński wraz z Dworem Oruńskim
- Ratusz Oruński z 1867 r.[3][4]
- Zbiornik Wody Stara Orunia

### Lipce
- Dwór Ferberów
- Park Ferberów
- Lwi Dwór

### Święty Wojciech
- zespół ruralistyczny przedmieścia Święty Wojciech
- Kościół Świętego Wojciecha z XIV w.
- kaplica z XV w.

### Pomniki przyrody
Na terenie osiedla rośnie 12 pomników przyrody: 7 pojedynczych drzew, 4 grupy drzew i 1 głaz narzutowy. Większość z nich znajduje się w parku Oruńskim.

## Wykaz ulic i osiedla
Orunia
- Trakt św. Wojciecha
- Plac Oruński
- Gościnna
- Dworcowa
- Sandomierska
- Przy Torze
- Serbska
- Głucha
- Ubocze
- Tadeusza Rejtana
- Stefana Ramułta
- Boczna
- Urocza
- Przyjemna
- Smętna
- Związkowa
- Żuławska
- Smoleńska
- Junacka
- Zawiejska
- Grabowa
- Radunicka
- Ukośna
- Nowiny
- Raduńska
- Diamentowa
- Rubinowa
- Turkusowa
- Szafirowa
- Równa
- Mostowa
- Przybrzeżna
- Daleka
- Smolna
- Żabia
- Kolonia Orka
- Kolonia Zaranie
- Kolonia Rola
- Kolonia Mysia
- Wschodnia
- Poleska
- Wołyńska

Oruńskie Przedmieście
- Małomiejska (1-25 i 34-59)
- Podmiejska
- Raduńska (1-8 i 54-59)
- Zamiejska (1-28)
- Nakielska
- Ptasia (1-20)
- Brzegi (55-58)
- Koralowa
- Granitowa
- Piaskowa
- Perłowa
- Antoniego Madalińskiego (1-1a)

Lipce
- Trakt św. Wojciecha
- Starogardzka
- Nowiny
- Niegowska
- Borkowska
- Ryszarda Tomczaka
- Zawiejska
- Lipce

Św. Wojciech
- Trakt św. Wojciecha
- Kątowa
- Inspektorska
- Głogowa
- Stroma
- Po Schodkach
- Rzeczna
- Wąwóz
- Krokusowa
- Batalionów Chłopskich
- Zawilcowa

Stare Szkoty
- Brzegi
- Szkocka
- Cienista
- Cmentarna
- Kolonia Anielinki

Niegowo
- Niegowo
- Niegowska

## Obiekty
- Park Oruński
- Kościół św. Ignacego Loyoli
- Kościół Św. Jana Bosko
- Kościół Świętego Wojciecha
- Kuźnia Oruńska
- Lwi Dwór
- Dwór Ferberów
- Zespół Kształcenia Podstawowego i Gimnazjalnego nr 5
  - Szkoła Podstawowa nr 56
  - Gimnazjum nr 5
- Szkoła Podstawowa nr 16
- Szkoła Podstawowa nr 40
- Gimnazjum nr 10
- Przedszkole nr 9
- Przedszkole nr 11
- Przedszkole nr 24
- Przedszkole nr 71
- Państwowa Szkoła Muzyczna I stopnia
- Zespół Szkół Inżynierii Środowiska 
  - Technikum nr 14
  - XIV Liceum Profilowane
  - Zasadnicza Szkoła Zawodowa nr 14
- Zespół Szkół Przemysłu Spożywczego i Chemicznego
  - Technikum nr 8
  - Zasadnicza Szkoła Zawodowa nr 8
- Miejski Dom Kultury Dworek Artura
- Polsko-Japońska Wyższa Szkoła Technik Komputerowych
- Gdańskie Liceum Ogólnokształcące
- Ujęcie wody pitnej Gdańsk-Lipce
- Jednostka Ratowniczo-Gaśnicza Nr 3 Państwowej Straży Pożarnej w Gdańsku
- PORD - Pomorski Ośrodek Ruchu Drogowego
- Urząd Pocztowy nr 9 w Gdańsku
- KRUS Gdańsk
- Pomorski ośrodek doradztwa rolniczego
- Ośrodek sportów konnych "Lipce"
- Narodowe Centrum Tatarów Rzeczypospolitej
- Gdańska Fundacja im. św. Brata Alberta – schronisko dla bezdomnych

## Rada Dzielnicy[7][8]

### Kadencja 2024–2029[9][10][11][12]
- Przewodniczący Zarządu Dzielnicy 
  - Patryk Sikora
- Przewodniczący Rady Dzielnicy 
  - vacat
  - Bartosz Łabuda (2024–2025)[13][14]

### Kadencja 2019–2024[15]
- Przewodniczący Zarządu Dzielnicy 
  - Patryk Sikora (w 2024)
  - Agnieszka Bartków (2019–2024)[16]
- Przewodniczący Rady Dzielnicy 
  - Bartosz Łabuda

### Kadencja 2015–2019[17]
- Przewodnicząca Zarządu Dzielnicy 
  - Agnieszka Bartków
- Przewodniczący Rady Dzielnicy 
  - Bartosz Łabuda

### Kadencja 2011–2015[18][19]
do 1 czerwca 2014 jako Rada Osiedla
- Przewodnicząca Zarządu Dzielnicy 
  - Agnieszka Bartków
- Przewodniczący Rady Dzielnicy 
  - Roman Itrich

## Wybrana bibliografia
- Kosik, Krzysztof, Oruński antykwariat; wyd. Bernardinum, Gdańsk 2012, ISBN 978-83-62994-88-5